# 나무 (소설)
《나무》는 베르나르 베르베르의 소설집이다.